# Stenus longipes
Stenus longipes es una especie de escarabajo del género Stenus, familia Staphylinidae. Fue descrita científicamente por Heer en 1839.
Habita en Austria, Estonia, Alemania, Italia, Francia, Checa, Polonia, Rumania, Hungría, Liechtenstein, Letonia, Mongolia y Turquía.